# 轉碼
轉碼是指直接數位對數位（digital-to-digital）轉換一個編碼到另一種編碼格式。例如，視訊數據轉化為音訊數據，通常是因為目標儀器的不支持或者儲存量大小有限，或者只是單純將數據轉化為能夠更為廣泛支持的格式。
目前最流行的轉碼是將原始編碼轉到一個中繼格式（intermediate format, 如 PCM 或 YUV），在某種程度上仍然包含了原始編碼的內容，然後再轉到目標格式。

## 用途
轉碼技術是廣泛使用的家庭影院電腦（Home theatre PC）軟體，如MythTV的和Freevo，以減少使用的磁盤空間的視訊檔。最常見的轉碼是MPEG-2文件到的MPEG-4格式。

## 外部連結
- Sorenson Squeeze 5 - Professional Video Transcoding Software since 2001
- Free! Convert any media file format (Documents, Images, Audio, Video & Archives) （页面存档备份，存于）
- Multi-Format Real-Time Transcoding Platform
- Alembik - Open-Source Media Transcoding Server （页面存档备份，存于）